# 日本プロスポーツ大賞

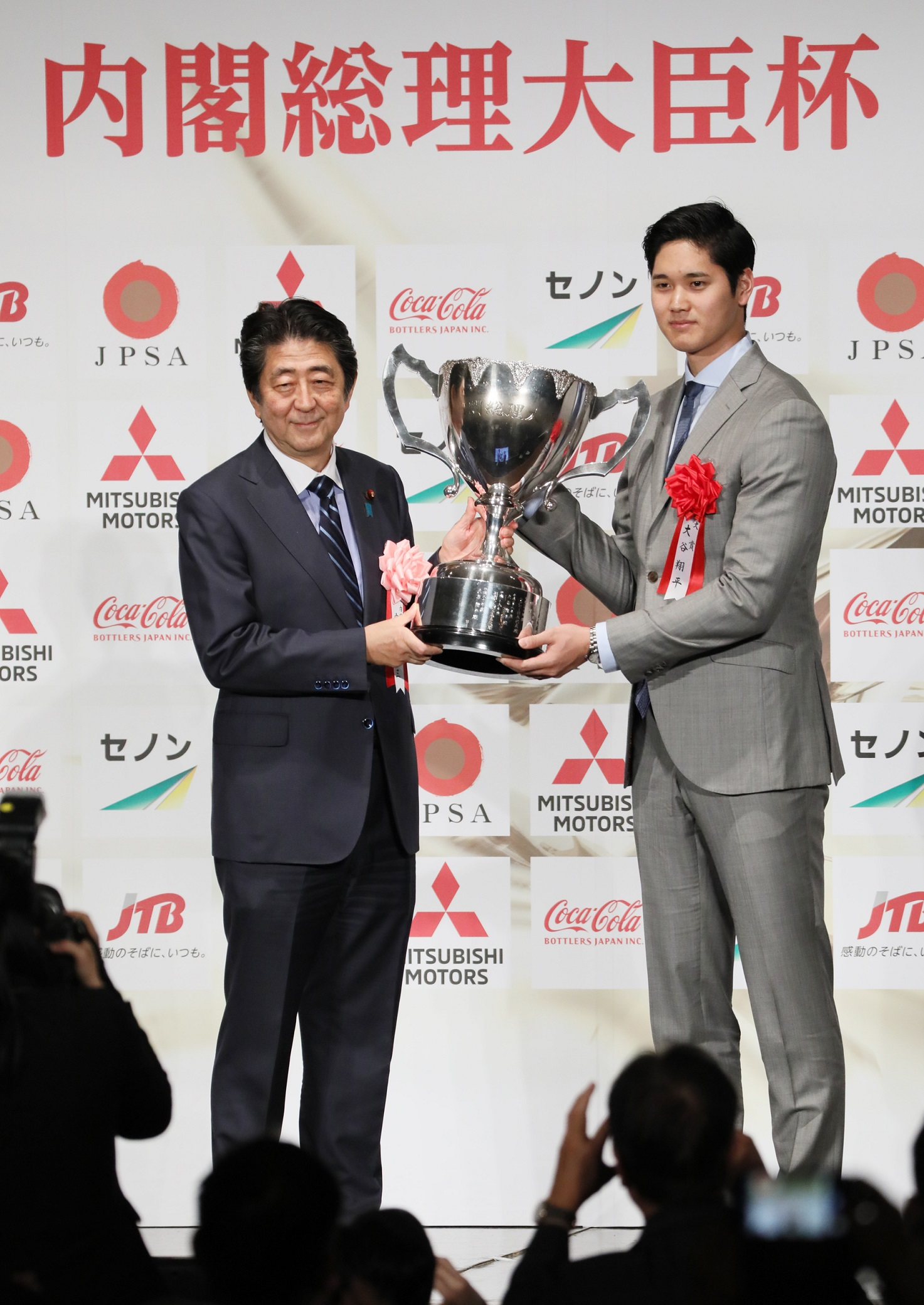
2018年の内閣総理大臣杯日本プロスポーツ大賞受賞式典。授賞者安倍晋三と受賞者大谷翔平

日本プロスポーツ大賞（にほんプロスポーツたいしょう）は、公益財団法人日本プロスポーツ協会が制定する賞。

## 概要
大賞・殊勲賞・特別賞・最高新人賞・功労賞などが決定し、大賞には内閣総理大臣杯が贈られる。

## 選考
マスコミ各社の運動部長、もしくはそれに準ずる役職の人間が選考委員となり、総数54の1回投票で選定する。選考委員が属するマスコミとは、三大紙を始めとする一般紙、スポーツ紙、夕刊紙、地方紙、通信社、英字新聞、在京テレビ局、地方局、UHF局、衛星放送、AM・FM全局と一部の地方局が連なる。この記者投票制で選考するようになったのは、7年目の1974年からである。

## 歴史
第6回目までは大賞候補として、数名の選手を事前にエントリーし、組織の理事による内々の投票で決めていた。候補者の属する競技の代表者が全体会議の場で、推す候補者をアピールする演説をした後に、投票が行われていた。
後年、同協会の副会長となる山口弘典によると、当時の同賞は参加団体の親睦会程度のもので、読売新聞社への配慮もあり、隔年で読売が推す候補者が選ばれてきた。第6回の1973年は、三冠王獲得、野村克也の通算本塁打記録を抜き、読売ジャイアンツV9に貢献した、プロ野球の王貞治が本命だった。しかし受賞したのはキックボクシングの沢村忠で、彼が受賞できるよう、格闘技プロモーターの野口修が暗躍していた。これが原因で、翌年から公平に選定しようと記者投票制になり、この結果に怒った読売は、新たに報知プロスポーツ大賞を設けている。
日本プロスポーツ協会の組織運営に問題があることを理由に日本野球機構が協会を脱会したことがきっかけで、2019年度から2021年度まで表彰が中止となっていた。日本野球機構は2022年12月に再加盟しており、2022年度は4年ぶりに実施された。この時最高新人賞に代わり新たに敢闘賞が設けられたが、翌年には敢闘賞を維持した上で最高新人賞も復活している。

## 歴代受賞者・団体

### 大賞
| 年度 | 回 | 大賞                                       | スポーツ種類     |
| ---- | -- | ------------------------------------------ | ---------------- |
| 1968 | 1  | 西城正三                                   | ボクシング       |
| 1969 | 2  | 読売巨人軍                                 | 野球             |
| 1970 | 3  | 大鵬幸喜                                   | 相撲             |
| 1971 | 4  | 長嶋茂雄                                   | 野球             |
| 1972 | 5  | 松本勝明                                   | 競輪             |
| 1973 | 6  | 沢村忠                                     | キックボクシング |
| 1974 | 7  | 王貞治                                     | 野球             |
| 1975 | 8  | 広島東洋カープ                             | 野球             |
| 1976 | 9  | 王貞治                                     | 野球             |
| 1977 | 10 | 王貞治                                     | 野球             |
| 1978 | 11 | ヤクルトスワローズ                         | 野球             |
| 1979 | 12 | 具志堅用高                                 | ボクシング       |
| 1980 | 13 | 具志堅用高                                 | ボクシング       |
| 1981 | 14 | 中野浩一                                   | 競輪             |
| 1982 | 15 | 落合博満                                   | 野球             |
| 1983 | 16 | 広岡達朗                                   | 野球             |
| 1984 | 17 | 衣笠祥雄                                   | 野球             |
| 1985 | 18 | ランディ・バース                           | 野球             |
| 1986 | 19 | 落合博満                                   | 野球             |
| 1987 | 20 | 岡本綾子                                   | ゴルフ           |
| 1988 | 21 | 千代の富士貢                               | 相撲             |
| 1989 | 22 | 千代の富士貢                               | 相撲             |
| 1990 | 23 | 野茂英雄                                   | 野球             |
| 1991 | 24 | 辰吉丈一郎                                 | ボクシング       |
| 1992 | 25 | 貴花田光司                                 | 相撲             |
| 1993 | 26 | 三浦知良                                   | サッカー         |
| 1994 | 27 | イチロー                                   | 野球             |
| 1995 | 28 | イチロー                                   | 野球             |
| 1996 | 29 | 尾崎将司                                   | ゴルフ           |
| 1997 | 30 | 中田英寿                                   | サッカー         |
| 1998 | 31 | 佐々木主浩                                 | 野球             |
| 1999 | 32 | 松坂大輔                                   | 野球             |
| 2000 | 33 | 松井秀喜                                   | 野球             |
| 2001 | 34 | イチロー                                   | 野球             |
| 2002 | 35 | FIFAワールドカップ日本代表                 | サッカー         |
| 2003 | 36 | 松井秀喜                                   | 野球             |
| 2004 | 37 | 朝青龍明徳                                 | 相撲             |
| 2005 | 38 | 朝青龍明徳                                 | 相撲             |
| 2006 | 39 | ワールド・ベースボール・クラシック日本代表 | 野球             |
| 2007 | 40 | 浦和レッズ                                 | サッカー         |
| 2008 | 41 | 石川遼                                     | ゴルフ           |
| 2009 | 42 | 石川遼                                     | ゴルフ           |
| 2010 | 43 | 白鵬翔                                     | 相撲             |
| 2011 | 44 | FIFA女子ワールドカップ日本代表             | サッカー         |
| 2012 | 45 | 阿部慎之助                                 | 野球             |
| 2013 | 46 | 田中将大                                   | 野球             |
| 2014 | 47 | 錦織圭                                     | テニス           |
| 2015 | 48 | ラグビーワールドカップ日本代表             | ラグビー         |
| 2016 | 49 | 大谷翔平                                   | 野球             |
| 2017 | 50 | 福岡ソフトバンクホークス                   | 野球             |
| 2018 | 51 | 大谷翔平                                   | 野球             |
| 2022 | 52 | 井上尚弥                                   | ボクシング       |
| 2023 | 53 | ワールド・ベースボール・クラシック日本代表 | 野球             |
| 2024 | 54 | 北口榛花                                   | 陸上             |

### スポーツ功労者 文部科学大臣顕彰
| 年度 | 受賞者・スポーツ種類 |
| ---- | --- |
| 2015 | 杉本英世（男子ゴルフ）、鈴木康弘（中央競馬）、桑島孝春（地方競馬）                                                                                                   |
| 2016 | 内田棟（男子ゴルフ）、橋口弘次郎（中央競馬）、石田佳員〈鷲羽山佳和〉（大相撲）                                                                                       |
| 2017 | 菅原義正（ラリー）、中嶋常幸（プロゴルフ） |
| 2022 | 坂口征二（プロレス）、武藤敬司（プロレス）、平忠彦（モーターサイクルスポーツ）、津田雅彦（競技ダンス）、長谷見昌弘（モータースポーツ）、星野一義（モータースポーツ） |
| 2023 | 綾部美知枝（女子サッカー）、舘信秀（モータースポーツ）、東福寺保雄（モーターサイクルスポーツ）                                                                       |
| 2024 | 勝田照夫（ラリードライバー）、中山浩一〈琴風豪規〉（大相撲）、成田省造（トライアルライダー）、姫路麗（プロボウラー）、増岡浩（ラリードライバー）、水谷隼（卓球選手） |

### 殊勲賞
※はNHK賞も受賞
| 年度 | 受賞者・スポーツ種類                                                                            |
| ---- | ----------------------------------------------------------------------------------------------- |
| 1968 | 玉の海正洋（大相撲）、江夏豊（プロ野球）、沢村忠（キックボクシング）                            |
| 1969 | 金田正一（プロ野球）、小林弘（プロボクシング）、清國忠雄（大相撲）                              |
| 1970 | 三浦雄一郎（プロスキー）、小林弘（プロボクシング）、中山律子（ボウリング）                      |
| 1971 | 尾崎将司（男子プロゴルフ）、大場政夫（プロボクシング）、長池徳二（プロ野球）                    |
| 1972 | 堀内恒夫（プロ野球）、大場政夫（プロボクシング）、坂口征二（プロレス）                          |
| 1973 | 輪島功一（プロボクシング）、阿部道（自転車競技）、王貞治（プロ野球）                            |
| 1974 | 柴田国明（プロボクシング）、北の湖敏満（大相撲）、尾崎将司（男子プロゴルフ）                    |
| 1975 | 村上隆（男子プロゴルフ）、沢松和子（テニス）、ガッツ石松（プロボクシング）                      |
| 1976 | 具志堅用高（プロボクシング）、樋口久子（女子プロゴルフ）、阪急ブレーブス（プロ野球）            |
| 1977 | 樋口久子（女子プロゴルフ）、具志堅用高（プロボクシング）、阪急ブレーブス（プロ野球）            |
| 1978 | 具志堅用高（プロボクシング）、青木功（男子プロゴルフ）、北の湖敏満（大相撲）                    |
| 1979 | 青木功（男子プロゴルフ）、中野浩一（自転車競技）、三重ノ海剛司（大相撲）                        |
| 1980 | 青木功（男子プロゴルフ）、木田勇（プロ野球）、中野浩一（自転車競技）                            |
| 1981 | 千代の富士貢（大相撲）、倉本昌弘（男子プロゴルフ）、中島常幸（男子プロゴルフ）                  |
| 1982 | 広岡達朗（プロ野球）、中野浩一（自転車競技）、岡本綾子（女子プロゴルフ）                        |
| 1983 | 隆の里俊英（大相撲）、中野浩一（自転車競技）、中島常幸（男子プロゴルフ）                        |
| 1984 | 岡本綾子（女子プロゴルフ）、中野浩一（自転車競技）、渡辺二郎（プロボクシング）                  |
| 1985 | 千代の富士貢（大相撲）、落合博満（プロ野球）、中島常幸（男子プロゴルフ）                        |
| 1986 | 中野浩一（自転車競技）、浜田剛史（プロボクシング）、千代の富士貢（大相撲）                      |
| 1987 | 千代の富士貢（大相撲）、森祇晶（プロ野球）、衣笠祥雄（プロ野球）                                |
| 1988 | 尾崎将司（男子プロゴルフ）、門田博光（プロ野球）、森祇晶（プロ野球）                            |
| 1989 | 藤田元司（プロ野球）、武豊（中央競馬）、尾崎将司（男子プロゴルフ）                              |
| 1990 | 森祇晶（プロ野球）、千代の富士貢（大相撲）、尾崎将司（男子プロゴルフ）                          |
| 1991 | 貴乃花光司（大相撲）、尾崎直道（男子プロゴルフ）、中島悟（F1）                                  |
| 1992 | 尾崎将司（男子プロゴルフ）、三浦知良（サッカー）、石井丈裕（プロ野球）                          |
| 1993 | 曙太郎（大相撲）、古田敦也（プロ野球）、ラモス瑠偉（Jリーグ）                                   |
| 1994 | 貴乃花光司（大相撲）、薬師寺保栄（プロボクシング）、南井克巳（中央競馬）                        |
| 1995 | 尾崎将司（男子プロゴルフ）、貴乃花光司（大相撲）、伊達公子（テニス）                            |
| 1996 | イチロー（プロ野球）、松井秀喜（プロ野球）、十文字貴信（自転車競技）                            |
| 1997 | 辰吉丈一郎（プロボクシング）、古田敦也（プロ野球）、福嶋晃子（女子プロゴルフ）                  |
| 1998 | 中田英寿（Jリーグ）、中山雅史（Jリーグ）、イチロー（プロ野球）                                  |
| 1999 | 武蔵丸光洋（大相撲）、上原浩治（プロ野球）、中田英寿（Jリーグ）                                 |
| 2000 | 佐々木主浩（プロ野球）、中村俊輔（Jリーグ）、畑山隆則（プロボクシング）                         |
| 2001 | タフィー・ローズ（プロ野球）、伊沢利光（男子プロゴルフ）、古田敦也（プロ野球）                  |
| 2002 | 松井秀喜（プロ野球）、丸山茂樹（男子プロゴルフ）、朝青龍明徳（大相撲）                          |
| 2003 | 阪神タイガース（プロ野球）、不動裕理（女子プロゴルフ）、横浜F・マリノス（Jリーグ）              |
| 2004 | 松中信彦（プロ野球）、浦和レッドダイヤモンズ（Jリーグ）、不動裕理（女子プロゴルフ）             |
| 2005 | 井口資仁（プロ野球）、千葉ロッテマリーンズ（プロ野球）、ガンバ大阪（Jリーグ）                   |
| 2006 | 北海道日本ハムファイターズ（プロ野球）、朝青龍明徳（大相撲）、浦和レッドダイヤモンズ（Jリーグ） |
| 2007 | 中日ドラゴンズ（プロ野球）、武豊（中央競馬）、松坂大輔（プロ野球）                              |
| 2008 | 埼玉西武ライオンズ（プロ野球）、白鵬翔（大相撲）、岩隈久志（プロ野球）                          |
| 2009 | 原辰徳（プロ野球）、ワールド・ベースボール・クラシック日本代表、白鵬翔（大相撲）                |
| 2010 | SAMURAI BLUE（サッカー日本代表）、千葉ロッテマリーンズ（プロ野球）、宮里藍（女子プロゴルフ）    |
| 2011 | 福岡ソフトバンクホークス（プロ野球）、柏レイソル（Jリーグ）、白鵬翔（大相撲）                   |
| 2012 | 読売ジャイアンツ（プロ野球）、サンフレッチェ広島（Jリーグ）、なでしこジャパン（サッカー）       |
| 2013 | 東北楽天ゴールデンイーグルス（プロ野球）、山中慎介（プロボクシング）、白鵬翔（大相撲）          |
| 2014 | 白鵬翔（大相撲）、福岡ソフトバンクホークス（プロ野球）、金子千尋（プロ野球）                    |
| 2015 | ※福岡ソフトバンクホークス（プロ野球）                                                           |
| 2016 | ※広島東洋カープ（プロ野球）、北海道日本ハムファイターズ（プロ野球）                             |
| 2017 | 村田諒太（プロボクシング）、デニス・サファテ（プロ野球）、佐藤琢磨（インディカー・シリーズ）    |
| 2018 | ※井上尚弥（プロボクシング）、サッカー日本代表（Jリーグ）、福岡ソフトバンクホークス（プロ野球）  |
| 2022 | ※国枝慎吾（車いすテニス）、大谷翔平（プロ野球・MLB）、村上宗隆（プロ野球）                      |
| 2023 | ※北口榛花（陸上）、大谷翔平（プロ野球・MLB）、井上尚弥（プロボクシング）                        |
| 2024 | ※小田凱人（車いすテニス）、井上尚弥（ボクシング）、阿部一二三（柔道）                           |

### 最高新人賞
| 年度 | 受賞者     | スポーツ種類     |
| ---- | ---------- | ---------------- |
| 2002 | 石川雅規   | プロ野球         |
| 2003 | 和田毅     | プロ野球         |
| 2004 | 宮里藍     | 女子ゴルフ       |
| 2005 | 琴欧州勝紀 | 大相撲           |
| 2006 | 八木智哉   | プロ野球         |
| 2007 | 上田桃子   | 女子ゴルフ       |
| 2008 | 三浦皇成   | 中央競馬         |
| 2009 | 攝津正     | プロ野球         |
| 2010 | 長野久義   | プロ野球         |
| 2011 | 澤村拓一   | プロ野球         |
| 2012 | 野村祐輔   | プロ野球         |
| 2013 | 小川泰弘   | プロ野球         |
| 2014 | 逸ノ城駿   | 大相撲           |
| 2015 | 山﨑康晃   | プロ野球         |
| 2016 | 高梨裕稔   | プロ野球         |
| 2017 | 京田陽太   | プロ野球         |
| 2018 | 東克樹     | プロ野球         |
| 2023 | 小田凱人   | 男子車いすテニス |
| 2024 | 岡慎之助   | 体操             |

### 新人賞
| 年度 | 受賞者・スポーツ種類                                                                               |
| ---- | -------------------------------------------------------------------------------------------------- |
| 2023 | 村上頌樹（プロ野球）、熱海富士朔太郎（大相撲）                                                     |
| 2024 | 大の里泰輝（大相撲）、竹田麗央（ゴルフ）、藤波朱理（レスリング）、岩佐歩夢（レーシングドライバー） |

### 特別賞
| 年度 | 受賞者・スポーツ種類                                                                                  |
| ---- | --- |
| 2009 | 鹿島アントラーズ（Jリーグ）、長谷川穂積（プロボクシング）、横峯さくら（女子プロゴルフ）               |
| 2012 | 日馬富士公平（大相撲）                                                                                |
| 2013 | 佐藤琢磨（スーパーフォーミュラ）、井戸木鴻樹（男子プロゴルフ）、武豊（中央競馬）                      |
| 2014 | 樋口久子（女子プロゴルフ）、酒井武雄（プロボウリング）                                                |
| 2018 | 武豊（中央競馬）、中嶋一貴（スーパーフォーミュラ）                                                    |
| 2022 | オリックス・バファローズ（プロ野球）、森保一（サッカー日本代表監督）                                  |
| 2023 | 阪神タイガース（プロ野球）、ヴィッセル神戸（Jリーグ）                                                 |
| 2024 | ヴィッセル神戸（Jリーグ）、横浜DeNAベイスターズ（プロ野球）、パリオリンピック総合馬術競技団体（馬術） |

### 特別功労賞
| 年度 | 受賞者・スポーツ種類                                 |
| ---- | ---------------------------------------------------- |
| 2009 | 立浪和義（プロ野球）、杉山愛（女子テニス）           |
| 2023 | 石川佳純（女子卓球）、イ・ボミ（女子プロゴルフ）     |
| 2024 | 古賀紗理那（女子バレーボール）、大橋悠依（競泳女子） |

### 敢闘賞
| 年度 | 受賞者・スポーツ種類 |
| ---- | --- |
| 2022 | 平野歩夢（スノーボード）、山下美夢有（女子プロゴルフ）、富田宇宙（競泳視覚障害クラス）、野尻智紀（スーパーフォーミュラ）     |
| 2023 | 宮田莉朋（SUPER GT・スーパーフォーミュラ）、山下美夢有（女子プロゴルフ）、宮澤ひなた（サッカー女子日本代表）                 |
| 2024 | 坪井翔（SUPER GT・スーパーフォーミュラ）、菅野智之（プロ野球）、角田夏実（柔道）、早田ひな（卓球）、上地結衣（車いすテニス） |